# Epsiloon
Pour les articles homonymes, voir Epsilon (homonymie).
Epsiloon est un magazine mensuel français de vulgarisation scientifique créé en juin 2021 consacré aux actualités scientifiques. Epsiloon se présente sous la forme d'un magazine mensuel de cent pages et de quatre hors séries par an en fonction de l'abonnement.

## Historique

### Origine du projet et opération de financement participatif
Le magazine naît en conséquence directe de la crise traversée par la rédaction de Science et Vie. Son équipe est avant tout composée des anciens journalistes du pilier de la presse scientifique, qui l'ont quitté collectivement en 2020-2021 pour protester contre la dégradation de leurs conditions de travail et les attaques à leur indépendance et à leur éthique sous la houlette du nouveau groupe de presse les employant, Reworld Media,. En octobre 2021, le groupe Reworld Media porte plainte pour diffamation contre d'anciens employés ayant rejoint le projet Epsiloon en leur reprochant d'avoir critiqué leur ancien employeur. Une plainte pour concurrence déloyale est déposée par Reworld Media, qui est débouté le 7 juin 2023 par le tribunal de Nanterre et condamné à verser 5 000 euros aux quatre défenseurs.
Le 10 mai 2021, Hervé Poirier, ancien directeur de la rédaction de Science et Vie, annonce le lancement d'une campagne de financement participatif visant à financer la création d'un nouveau titre, Epsiloon (à prononcer comme l'epsilon), dont le premier numéro paraîtrait fin juin. Il co-dirige ce projet avec Mathilde Fontez, également ancienne directrice adjointe de la rédaction de Science et Vie. La campagne connaît un grand succès, obtenant plus de 24 000 pré-abonnés pour un objectif initial de 1 500, et devenant le projet le plus financé de la plateforme Ulule avec plus d'1,25 million d'euros récoltés.

### Premiers numéros
Le premier numéro est publié le 23 juin 2021 et est édité par It Is Not Rocket Science SAS, détenu par le groupe Unique Heritage Media qui fait le choix d'un financement reposant à 93 % sur les lecteurs.
En mars 2022, le magazine est primé aux Assises du journalisme ainsi qu'aux Trophées de l'innovation presse, comme « meilleur lancement print ». Malgré le succès du financement participatif, Epsiloon n'atteint pas le seuil de rentabilité sur sa première année, à cause du coût croissant du papier, la chute des budgets publicité et la structuration de son équipe senior. 
Le 22 juin 2022, Mathilde Fontez, rédactrice en chef du magazine Epsiloon annonce qu'il y a 42 000 abonnés à leur magazine et 20 000 ventes en kiosques en moyenne chaque mois. 

## Diffusion
Le magazine annonce, sur l'emballage de son quatrième numéro (celui d'octobre 2021, édité en fin septembre 2021), avoir franchi le palier des 40 000 abonnés et vise les 50 000 abonnés pour fin 2023.
D'après l'alliance pour les chiffres de la presse et des médias, le magazine a une diffusion moyenne de 63 813 exemplaires par mois sur la période de juin à décembre 2021, répartis entre 56 % d'abonnés et 44 % d'achats individuels.
En juin 2025, le magazine possède 35 000 abonnés et les ventes en kiosque sont en moyenne à 10 000 exemplaires. Epsiloon réalise un chiffre d'affaires de 4,5 millions d'euros.

## Maison d'édition
Le 25 octobre 2023 Epsiloon, toujours adossé à Unique Heritage Media, lance une activité d'édition pour diffuser des travaux issus de la publication du magazine. Elle publie donc ses trois premiers ouvrages : Les Voyages d’Epsiloon – Dans la Lune, un mook ayant bénéficié d'un financement participatif, En images, un beau-livre de photos, et Fun Science, un recueil d'anecdotes scientifiques.